# Nuoto ai Giochi della XXV Olimpiade - 200 metri stile libero maschili
La gara di nuoto dei 200 metri stile libro dei Giochi della XXV Olimpiade di Barcellona è stata disputata il 26 luglio 1992 presso le Piscine Bernat Picornell.

## Risultati

### Batterie
Hanno partecipato alle batterie di qualificazione 55 atleti: i primi 8 si sono qualificati per la finale A (Q), i successivi 8 invece si sono qualificati per la finale B (q).
| Pos. | Batteria | Corsia | Atleta               | Nazionalità             | Tempo   | Note |
| ---- | -------- | ------ | -------------------- | ----------------------- | ------- | ---- |
| 1    | 6        | 5      | Evgenij Sadovyj      | Squadra Unificata       | 1'46"74 | Q,   |
| 2    | 6        | 4      | Anders Holmertz      | Svezia                  | 1'46"76 | Q    |
| 3    | 7        | 6      | Vladimir Pyšnenko    | Squadra Unificata       | 1'46"94 | Q    |
| 4    | 6        | 3      | Steffen Zesner       | Germania                | 1'48"12 | Q    |
| 5    | 8        | 6      | Antti Kasvio         | Finlandia               | 1'48"31 | Q    |
| 6    | 8        | 5      | Joe Hudepohl         | Stati Uniti             | 1'48"52 | Q    |
| 7    | 8        | 4      | Artur Wojdat         | Polonia                 | 1'48"60 | Q    |
| 8    | 8        | 3      | Doug Djertsen        | Stati Uniti             | 1'48"65 | Q    |
| 9    | 7        | 5      | Roberto Gleria       | Italia                  | 1'49"19 | q, r |
| 10   | 8        | 1      | Paul Palmer          | Regno Unito             | 1'49"21 | q    |
| 11   | 7        | 3      | Kieren Perkins       | Australia               | 1'49"26 | q    |
| 12   | 8        | 2      | Ian Brown            | Australia               | 1'49"32 | q    |
| 13   | 7        | 4      | Massimo Trevisan     | Italia                  | 1'49"80 | q    |
| 14   | 7        | 1      | Paul Howe            | Regno Unito             | 1'49"86 | q    |
| 15   | 6        | 8      | Tommy Werner         | Svezia                  | 1'50"01 | q, r |
| 16   | 7        | 2      | Christian Keller     | Germania                | 1'50"07 | q    |
| 17   | 8        | 8      | Turlough O'Hare      | Canada                  | 1'50"42 | q    |
| 18   | 4        | 6      | John Steel           | Nuova Zelanda           | 1'50"56 | q    |
| 19   | 8        | 7      | Jarl Meberg          | Norvegia                | 1'50"70 |      |
| 20   | 6        | 6      | Uğur Taner           | Turchia                 | 1'50"95 |      |
| 21   | 6        | 1      | Cristiano Michelena  | Brasile                 | 1'51"04 |      |
| 22   | 6        | 2      | Gustavo Borges       | Brasile                 | 1'51"42 |      |
| 23   | 7        | 7      | Darren Ward          | Canada                  | 1'51"62 |      |
| 24   | 7        | 8      | Stefaan Maene        | Belgio                  | 1'51"85 |      |
| 25   | 5        | 2      | Robert Pinter        | Romania                 | 1'52"24 |      |
| 26   | 5        | 4      | Trent Bray           | Nuova Zelanda           | 1'52"49 |      |
| 27   | 6        | 7      | Bela Szabados        | Ungheria                | 1'52"50 |      |
| 28   | 4        | 3      | Vesa Hanski          | Finlandia               | 1'53"14 |      |
| 29   | 5        | 3      | Jure Bucar           | Slovenia                | 1'53"19 |      |
| 30   | 5        | 6      | Shigeo Ogata         | Giappone                | 1'53"42 |      |
| 31   | 5        | 1      | Toshiaki Kurasawa    | Giappone                | 1'53"75 |      |
| 32   | 4        | 4      | Franz Mortensen      | Danimarca               | 1'53"86 |      |
| 33   | 3        | 4      | Arthur Li            | Hong Kong               | 1'54"35 |      |
| 34   | 4        | 7      | Yves Clausse         | Lussemburgo             | 1'54"45 |      |
| 35   | 4        | 1      | Nace Majcen          | Slovenia                | 1'54"57 |      |
| 36   | 3        | 3      | Jeffrey Ong          | Malaysia                | 1'55"37 |      |
| 37   | 5        | 5      | Xie Jun              | Cina                    | 1'55"51 |      |
| 38   | 4        | 2      | Ivor Le Roux         | Zimbabwe                | 1'56"17 |      |
| 39   | 3        | 5      | Wi Jin Yeo           | Singapore               | 1'57"80 |      |
| 40   | 3        | 7      | Gustavo Bucaro       | Guatemala               | 1'59"13 |      |
| 41   | 3        | 1      | Kar Wai Li           | Hong Kong               | 1'59"40 |      |
| 42   | 3        | 6      | Benoit Fleurot       | Mauritius               | 1'59"73 |      |
| 43   | 2        | 6      | Plutarco Castellanos | Honduras                | 1'59"91 |      |
| 44   | 2        | 3      | Helder Torres        | Guatemala               | 2'00"04 |      |
| 45   | 2        | 5      | Frank Flores         | Guatemala               | 2'00"48 |      |
| 46   | 3        | 2      | Luis Medina          | Bolivia                 | 2'00"87 |      |
| 47   | 1        | 3      | Émile Lahoud         | Libano                  | 2'01"06 |      |
| 48   | 1        | 4      | Hussein AL Sadiq     | Arabia Saudita          | 2'01"31 |      |
| 49   | 2        | 2      | Julian Bolling       | Sri Lanka               | 2'02"01 |      |
| 50   | 1        | 6      | Carl Probert         | Figi                    | 2'04"52 |      |
| 51   | 2        | 7      | Laurent Alfred       | Isole Vergini Americane | 2'04"59 |      |
| 52   | 1        | 5      | Daniele Casadei      | San Marino              | 2'06"14 |      |
| 53   | 1        | 2      | Ahmed Faraj          | Emirati Arabi Uniti     | 2'07"61 |      |
| 54   | 1        | 7      | Jean-Paul Adam       | Seychelles              | 2'09"99 |      |
|      | 5        | 7      | Zoltan Szilagyi      | Ungheria                | dq      |      |
|      | 2        | 4      | Nayef Al-Hasawi      | Kuwait                  | dns     |      |

### Finali

#### Finale A
| Pos.    | Corsia | Atleta            | Nazionalità       | Tempo   | Note |
| ------- | ------ | ----------------- | ----------------- | ------- | ---- |
| Oro     | 4      | Evgenij Sadovyj   | Squadra Unificata | 1'46"70 |      |
| Argento | 5      | Anders Holmertz   | Svezia            | 1'46"86 |      |
| Bronzo  | 2      | Antti Kasvio      | Finlandia         | 1'47"63 |      |
| 4       | 1      | Artur Wojdat      | Polonia           | 1'48"24 |      |
| 5       | 3      | Vladimir Pyšnenko | Squadra Unificata | 1'48"32 |      |
| 6       | 7      | Joe Hudepohl      | Stati Uniti       | 1'48"36 |      |
| 7       | 6      | Steffen Zesner    | Germania          | 1'48"84 |      |
| 8       | 8      | Doug Djertsen     | Stati Uniti       | 1'50"57 |      |

#### Finale B
| Pos. | Corsia | Atleta           | Nazionalità   | Tempo   | Note |
| ---- | ------ | ---------------- | ------------- | ------- | ---- |
| 9    | 4      | Paul Palmer      | Regno Unito   | 1'48"92 |      |
| 10   | 5      | Kieren Perkins   | Australia     | 1'49"75 |      |
| 11   | 3      | Ian Brown        | Australia     | 1'49"77 |      |
| 12   | 6      | Massimo Trevisan | Italia        | 1'49"85 |      |
| 13   | 2      | Paul Howe        | Regno Unito   | 1'50"15 |      |
| 14   | 7      | Christian Keller | Germania      | 1'50"46 |      |
| 15   | 1      | Turlough O'Hare  | Canada        | 1'51"01 |      |
| 16   | 8      | John Steel       | Nuova Zelanda | 1'51"12 |      |